# Em Cima da Hora (Manaus)
Em Cima da Hora foi uma escola de samba de Manaus que conquistou duas vezes o título de campeã do Carnaval da Cidade, em 1979 e em 1981. Suas cores eram azul e branco. De 1975 a 1978 sua sede localizava-se na Vila Buriti. Em 1979 passou para o bairro dos Educandos, zona Sul de Manaus.

## História
Foi fundada em 05/02/1975 dentro no Navio Raposo Tavares da Marinha Brasileira. Desfilou como Bloco em  1976. Em 1977, estreava como escola de samba. 
O título de 1979, em seu desfile, ainda na Avenida Eduardo Ribeiro, no Centro de Manaus,  conquistou o título junto à outra escola, a Vitória Régia. Em 1981, já na Av. Djalma Batista, dividiu o campeonato com a Mocidade de Aparecida, sua afilhada. A Mocidade de Aparecida além de afilhada, é também uma dissidência da Em Cima da Hora, pois começou a partir de uma ala desta chamada "Alô, Alô Aparecida".
Em 1983 fez seu último desfile.